# Stazione di Morteratsch
La stazione di Morteratsch è una stazione ferroviaria posta sulla ferrovia del Bernina, gestita dalla Ferrovia Retica. È posta ai piedi del Piz Morteratsch nel massiccio del Bernina.

## Storia
La stazione entrò in funzione il 1º luglio 1908 insieme alla tratta Pontresina-Morteratsch della linea del Bernina della Ferrovia Retica. La fermata è a richiesta.

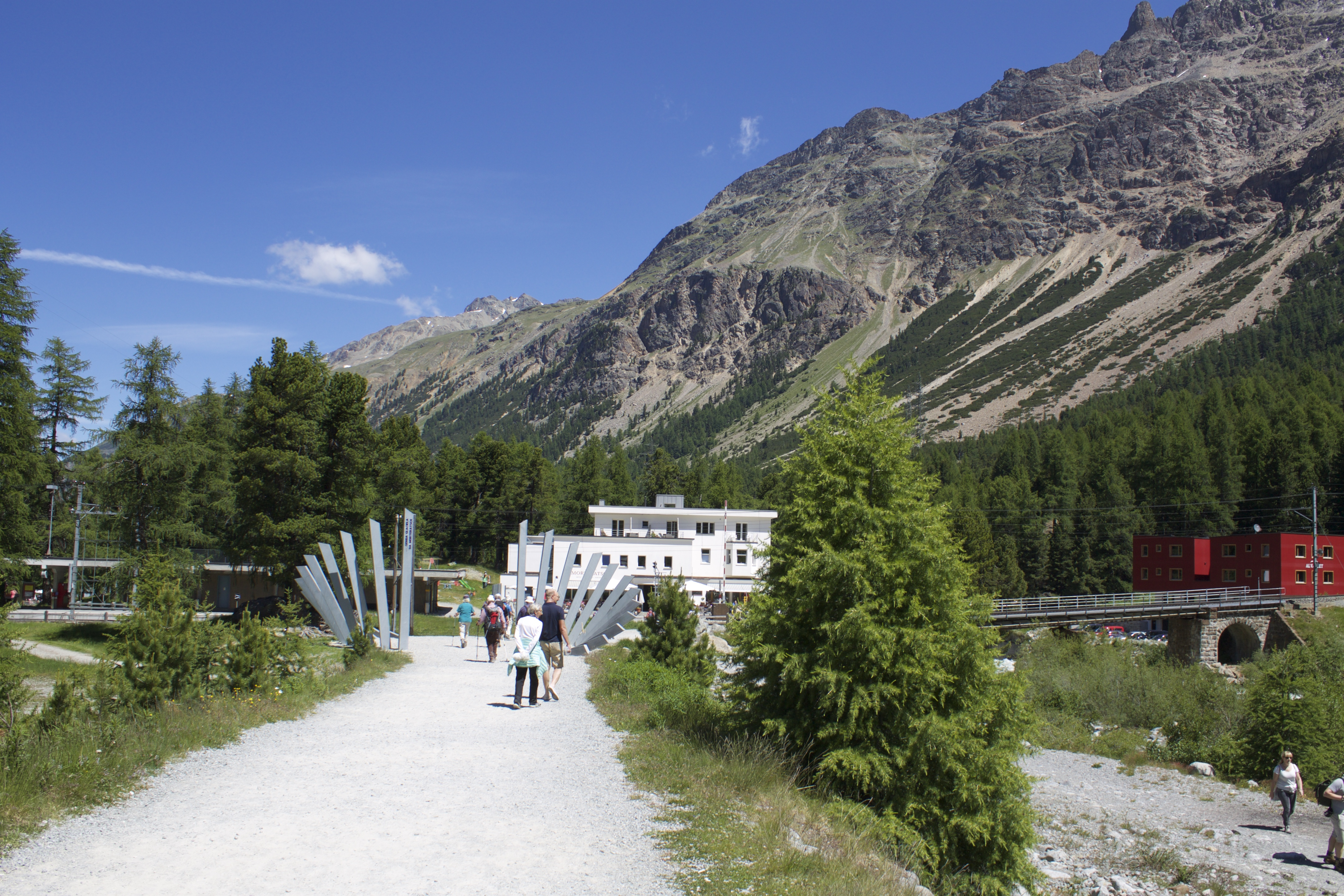
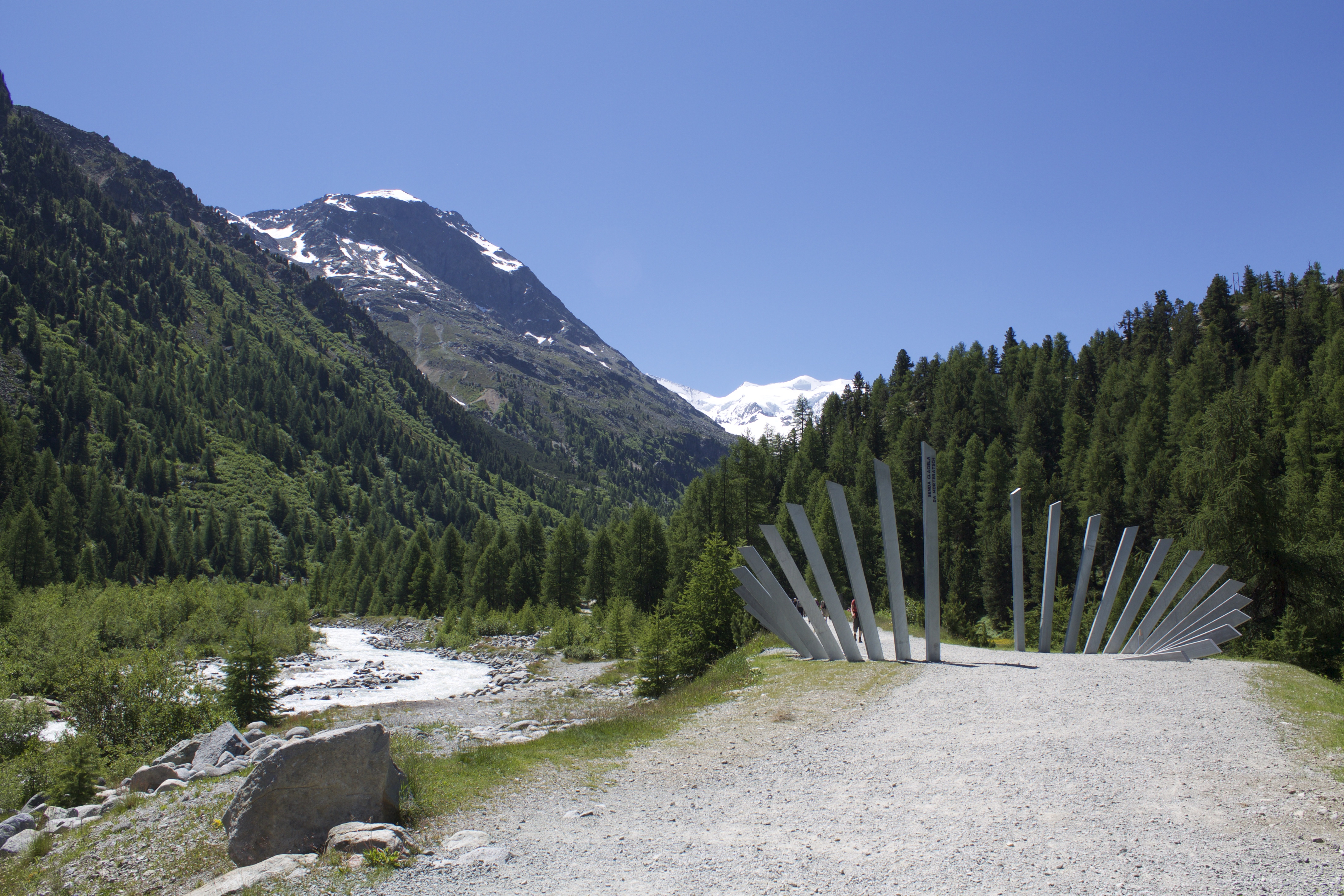
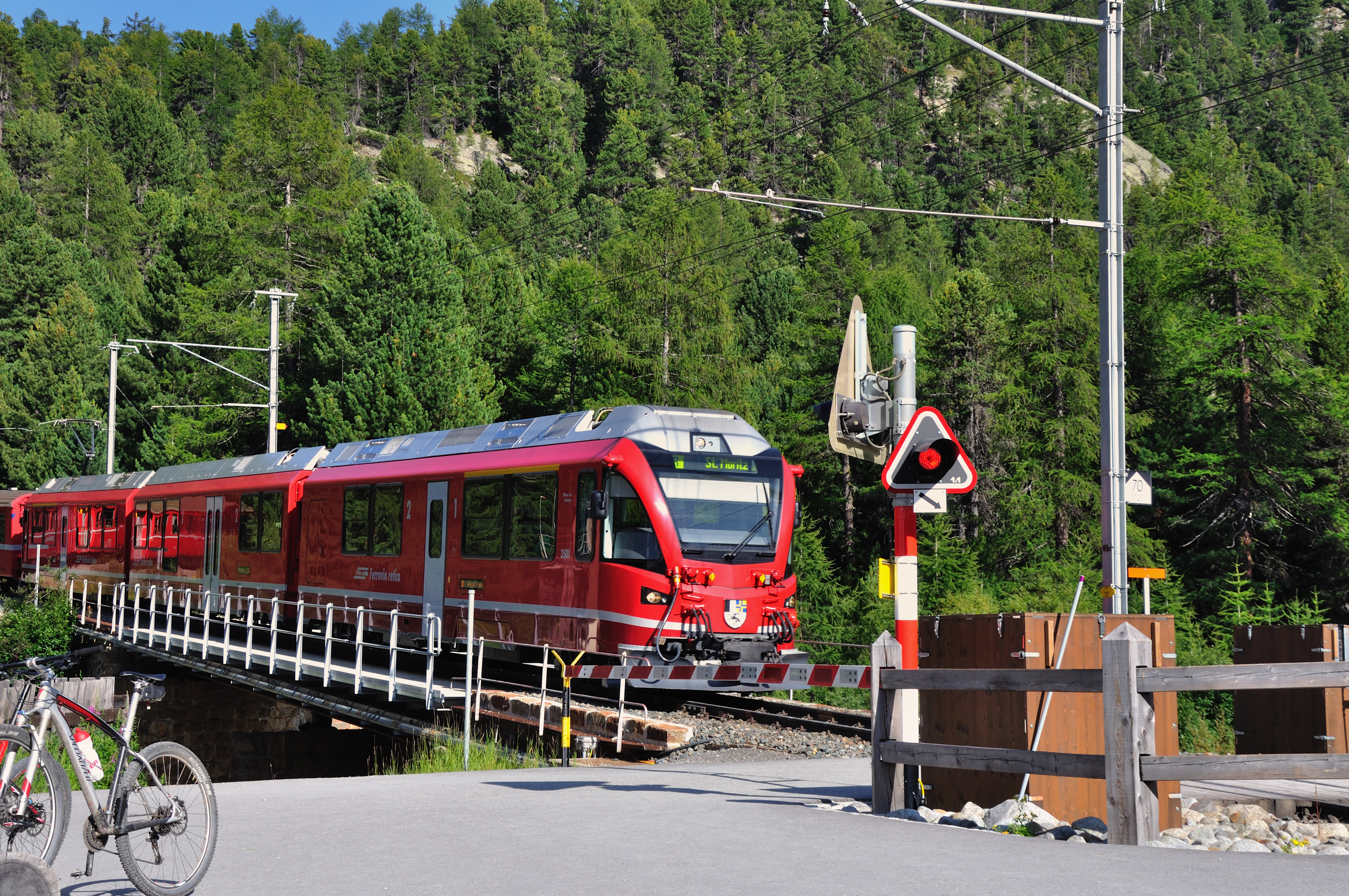